# Katia Ragusa
Katia Ragusa (Schio, 19 maggio 1997) è una ciclista su strada e pistard italiana che corre per il team Human Powered Health. Attiva tra le Elite UCI dal 2016, si è classificata seconda ai campionati italiani 2020 in linea e seconda alla Parigi-Roubaix 2023.

## Carriera

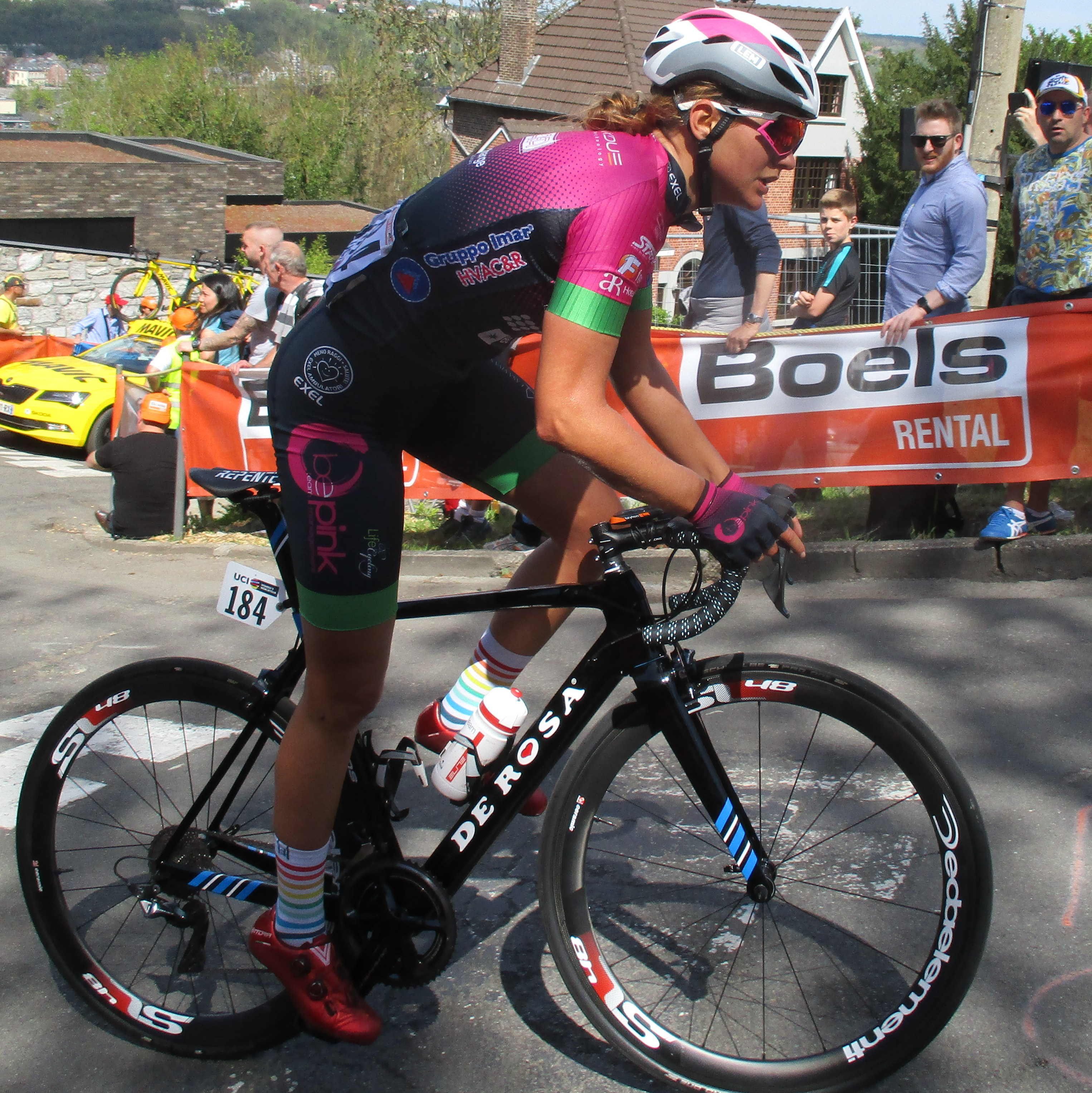
Ragusa nel 2019 in maglia BePink

Nata a Schio, in provincia di Vicenza, nel 1997, da juniores nel 2014 è campionessa italiana su strada nella cronometro e su pista nell'inseguimento a squadre insieme a Martina Alzini, Claudia Cretti e Silvia Persico. Tra lo stesso 2014 e il 2015 veste la maglia della Nazionale juniores su strada, partecipando a due edizioni dei campionati europei (20ª a cronometro e quinta in linea a Nyon 2014 e 20ª a cronometro e 37ª in linea a Tartu 2015) e due dei campionati del mondo (20ª e 30ª nelle prove in linea di Ponferrada 2014 e Richmond 2015).
Nel 2016, a 19 anni, passa tra le Elite con la Servetto Footon, arrivando 76ª al Giro d'Italia e partecipando subito alle principali classiche del neonato calendario World Tour (Trofeo Alfredo Binda, Gand-Wevelgem, Giro delle Fiandre, Freccia Vallone). Nel 2017, si trasferisce alla BePink-Cogeas, con la quale vince il Giro della Provincia di Pordenone (gara open non UCI), oltre a una cronometro a squadre alla Setmana Ciclista Valenciana; in stagione partecipa anche per la prima volta all'Amstel Gold Race e alla Liegi-Bastogne-Liegi, oltre che al Giro d'Italia. Sempre nel 2017 con la sua BePink si piazza ottava (su nove formazioni al via) nella cronometro a squadre ai Mondiali di Bergen.
Rimasta alla BePink, nel 2018 corre ancora le principali classiche del World Tour e conclude come quarta miglior giovane al Giro d'Italia. Nel 2019 conquista il Grand Prix de Chambéry (gara non UCI), oltre alla classifica scalatrici della Vuelta a Burgos (in cui è terza nella tappa di Poza de la Sal); conclude inoltre nuovamente come quarta miglior giovane al Giro d'Italia. Con la maglia della Nazionale prende invece parte agli Europei su strada di Alkmaar, piazzandosi 21ª nella gara in linea Under-23.
Nel 2020 firma per il team Astana diretto da Zul'fija Zabirova. Con la nuova maglia conclude quindicesima al Giro d'Italia (terza nella classifica GPM) e seconda ai campionati italiani in linea, battuta dalla sola Elisa Longo Borghini; viene inoltre convocata per la prima volta in Nazionale maggiore su strada, arrivando 39ª nella gara in linea agli Europei di Plouay e 31ª nella gara in linea ai Mondiali di Imola.

## Palmarès

### Strada
- 2014 (juniores)

Campionati italiani, Cronometro Juniores
- 2017 (BePink, una vittoria)

Giro della Provincia di Pordenone
- 2019 (BePink, una vittoria)

Grand Prix Féminin de Chambéry

#### Altri successi
- 2017 (BePink)

1ª tappa Setmana Ciclista Valenciana (Vila-real, cronosquadre)
- 2019 (BePink)

Classifica scalatrici Vuelta a Burgos
- 2024 (Human Powered Health)

Classifica scalatrici Tour Down Under femminile

### Pista
- 2014 (juniores)

Campionati italiani, Inseguimento a squadre Juniores (con Martina Alzini, Claudia Cretti e Silvia Persico)

## Piazzamenti

### Grandi Giri
- Giro d'Italia

2016: 76ª
2017: 99ª
2018: 41ª
2019: 28ª
2020: 15ª
2022: 50ª
2023: 107ª
2024: 80ª
- Vuelta a España

2023: 79ª

### Classiche
- Giro delle Fiandre

2016: 106ª
2017: ritirata
2018: 51ª
2019: 62ª
2021: 47ª
2023: 61ª
2024: 41ª
- Liegi-Bastogne-Liegi

2017: ritirata
2018: ritirata
2019: 47ª
2020: 33ª
2021: ritirata
2022: ritirata
- Parigi-Roubaix

2022: 88ª
2023: 2ª
2024: 53ª

### Competizioni mondiali
- Campionati del mondo su strada

Ponferrada 2014 - In linea Junior: 20ª
Richmond 2015 - In linea Junior: 30ª
Bergen 2017 - Cronometro a squadre: 8ª
Imola 2020 - In linea Elite: 31ª

### Competizioni continentali
- Campionati europei su strada

Nyon 2014 - Cronometro Junior: 20ª
Nyon 2014 - In linea Junior: 5ª
Tartu 2015 - Cronometro Junior: 20ª
Tartu 2015 - In linea Junior: 37ª
Alkmaar 2019 - In linea Under-23: 21ª
Plouay 2020 - In linea Elite: 39ª